# 懲罰房

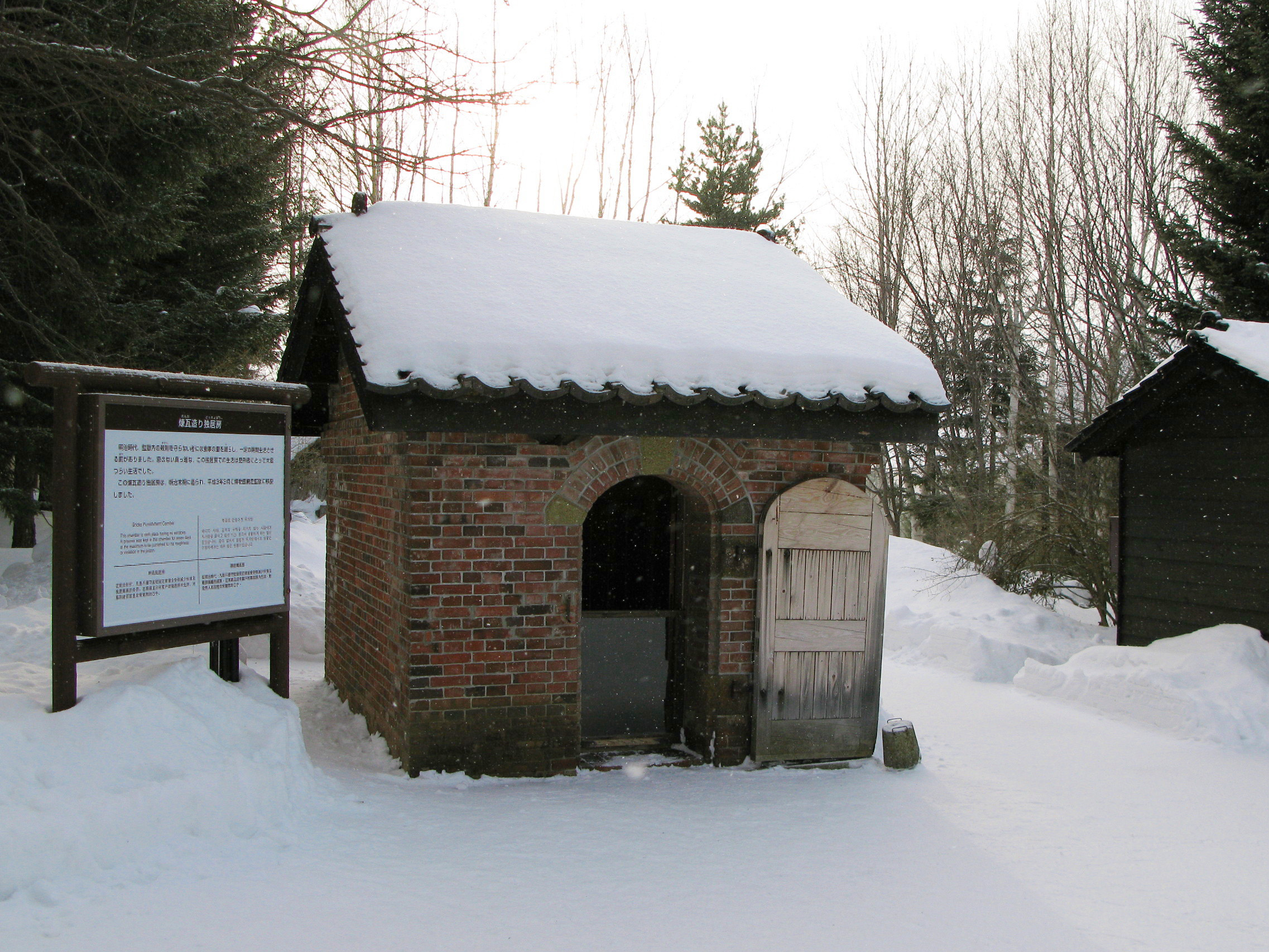
戦前の懲罰房（網走監獄）

懲罰房（ちょうばつぼう）とは、刑務所に服役中の被収容者が刑務所内の規則に違反した場合など、警察や検察庁に頼らず刑務所内で処理できる問題行動を起こした際に一定期間入れられる収容部屋の隠語である。

## 概要
保護室という部屋は存在するが、「懲罰房」という名称の部屋は存在しない。あくまで刑務所内で被収容者の間で使われる通称・隠語の一つである。
居室の構造は、一般の単独室と基本的に同様である。刑務所内で反則行為を行った場合の懲罰受罰中に入れられる部屋で、他の被収容者の刑務所内における活動範囲から隔離された場所にあり、入れられる被収容者は静かに反省しながら過ごすことになる。なお、反則行為を行った際に被収容者（受刑者）は『調査隔離』の身分となるが、その際にも同様に昼夜間単独室での隔離収容となる。懲罰を受けることとなったとしても、部屋はそのままで受罰させることがほとんどである。
その特殊性から、過剰収容下にあっても一部屋につき一人で、原則外には出られず、懲罰執行中は、他の被収容者とのコミュニケーションは一切なく、孤独な生活を強いられる。また、映画や漫画のように食事や睡眠時間などが減らされることはまずないが、一般の囚人に認められている読書や新聞、テレビ視聴、体操といった娯楽は禁じられ、宗教教誨を受けることや各種慰問行事等への参加さえすることができない。しかし、ここ最近の傾向としては、収容者数の増加によって昼夜間単独室が懲罰受罰者で満室となることが常態化していることから、本来1名で受罰する所を2名で収容し、受罰させることがほとんどの刑務所で行われており、受罰によるストレスや、狭い2名での収容からくる人間関係の悪化等により、受罰者同士の喧嘩や争論が後を絶たない。
しかし、運動時間や入浴時間は週1回を下回らない範囲で保障されている。受罰中1回目の入浴は受罰言い渡しから起算して7日目で、運動はその翌日。2回目からは5日に1回入浴・運動が行われる。一般受刑者が入浴の日には、懲罰受罰中で入浴の相当日では無い者は、「拭身（しきしん）」と言って、バケツ1杯程の湯を渡されその湯を使って体を拭いたり、頭を洗ったりすることができる。拭身は、受罰という身分上から収容されている部屋の中で行われる。
なお、「懲罰房に入る」と一口に言っても、被収容者の状態によりそれぞれ違いがある。例えば、何かと暴れる等、一定の要件を満たした被収容者は、特別な構造を持つ保護室に収容される。状況によっては第二種手錠やヘッドギア、拘束衣をかけられる。その際、水洗トイレはあるが、下着を脱いだり排便の後の始末といった作業が自分でできないことになるため、使用時間や使用方法は細かく規定されている。
他には、網房（あみぼう）と受刑者間で呼ばれる特殊な舎房も存在し、本来普通の収容房としてある部屋のガラスに金網を貼りわたし、部屋の上に監視カメラを設置し、対象収容者を24時間体制で監視して収容する。
左右の手を縛るだけでなく、両手をへその位置や背中で固定する革手錠は、法務省令の改正により廃止されている。

## 少年院における懲罰房
少年院においても懲罰房に相当する施設はあるが、懲罰房とは呼ばず、「〜寮」などの名前である場合が多い。個室に収容される場合は教育上の収容と、規律違反による懲戒処分（この場合は謹慎）による収容があるが、この項においては、懲戒処分としての個室処遇について述べる。
少年院内で上記のような規律違反行為（私語も対象になる）を起こした少年が入れられるが、刑務所よりも矯正に重きを置く少年院では、一日中内観をする他に、何がいけなかったのか、これからどうして行くかといったことを考え、作文したり教官から面接を受けたりするなど、矯正・再発防止への指導を徹底している。入浴は規定通り行われる。
入れられる期間は主に20日を越えない期間と少年院法で定められている。反省が不十分な場合や集団に適応できない場合は，教育的措置として個室に収容され教育を受けることになる。
また、少年院に入院する者の収容期間は、家庭裁判所が処遇勧告で長期や短期の意見を付さない場合おおむね1年間の処遇期間を少年院で設定することが多く、施設内での矯正目的を達成したと認められると、地方更生保護委員会に仮退院の申し出をしたり、満期（行政上の収容期限で決定日より通常2年）または満齢（20歳）での退院という扱いになる。しかし、謹慎により個室に収容されると、その期間は反省不十分として、ほぼ確実に出院が延期される。